# Joan of Lorraine
Joan of Lorraine (deutsch: Johanna aus Lothringen) ist ein 1946 uraufgeführtes Drama in zwei Akten von Maxwell Anderson.
Das Drama handelt von der Einstudierung eines Dramas über Jeanne d’Arc durch eine Theatergruppe. Das Leben von Jeanne d’Arc wird also als Stück im Stück dargestellt. Über die Darstellungsweise der Rolle der Jeanne d’Arc entsteht zwischen dem Regisseur Jimmy Masters und der Protagonistin Mary Grey ein Konflikt, der jedoch im Verlauf des Stücks gelöst wird.
Bei der ersten Inszenierung im Neil Simon Theatre, unter der Regie von Margo Jones, spielte Ingrid Bergman die Hauptrolle und gewann dafür 1947, im ersten Jahr seiner Verleihung, den Tony Award als beste Hauptdarstellerin.

## Verfilmungen
Andersons Drama ist auch die Grundlage für den Historienfilm Johanna von Orleans (ebenfalls mit Ingrid Bergman in der Titelrolle) aus dem Jahr 1948, wobei die Rahmenhandlung mit der Theatergruppe im Film weggelassen und dafür das Leben der Johanna von Orleans ausführlicher dargestellt wurde.
Für das deutsche Fernsehen produzierte der Bayerische Rundfunk 1959 eine Fernsehspiel-Adaption von Andersons Drama unter dem Titel Johanna aus Lothringen; Regie führte Michael Kehlmann.